# Conus miruchae
Conus miruchae é uma espécie de gastrópode do gênero Conus, pertencente à família Conidae.